# Distenia perforans
Distenia perforans är en skalbaggsart som beskrevs av Holzschuh 1995. Distenia perforans ingår i släktet Distenia och familjen långhorningar. Inga underarter finns listade i Catalogue of Life.